# Ronow (Adelsgeschlecht)
Die Herren von Ronow, auch von Ronburg (tschechisch z Ronova, auch Ronovci) waren ein altes böhmisches Adelsgeschlecht, aus dem – nach dem gemeinsamen Baumästewappen („Ostrew“) – mehrere berühmte böhmische Adelsgeschlechter hervorgingen, unter diesen die Ronow und Biberstein aus dem Hause Krzinecky von Ronow, die von Lichtenburg, die Berka von Dubá, von Leipa und die Mirzan von Klin(gen)stein (tschechisch z Klinštejna).
Der erste schriftlich nachgewiesene Ahne war je Smil Světlický Herr auf Tuhan (um 1205), seit 1211 Burggraf von Glatz. Seine Söhne waren Heinrich (um 1252), Tschastolov (Častolov) (um 1253) und Smil.
Die Familie teilte sich später in zwei Zweige mit dem gleichen Wappen.

## Geschlecht von Ronow
Der Zweig hielt Burg Ronow bei Zittau. Gründer dieser Linie der Vögte von Zittau und Görlitz war Anselm (nachgewiesen von 1381 bis 1412) und Předbor (* 1385; † um 1406). 1396 wurde die Herrschaft in Sachsen durch Zittau abgekauft und die Familie hielt nur noch Ländereien in Böhmen.
- Anselm diente dem Görlitzer Fürsten Johann und erhielt für seine Dienste Burg Ronow bei Zittau, nach der er sich seit 1385 bezeichnete. Von 1392 bis 1396 war er Vogt in Görlitz und Zittau. 1396 kaufte sich Zittau frei und erwarb ebenfalls alle Zollrechte. Anselm hatte Söhne Hanusch, der früh starb, Vilhelm, Materna und Christoph. Da die restlichen drei ohne Nachkommen starben, vermachten sie ihr Vermögen 1432 Čeňěk von Klingstein und Nikolaus von Tschestitz.

- Předbor war 1397 Höchster Marschall und 1399 Burggraf von Glatz. Er hatte Söhne Chaval († nach 1410), Předbor, Wilhelm und Janek. Die letzten drei bekamen Leipa überschrieben. Dem Anschein nach stammt von einem dieser Brüder das Geschlecht der Křinečtí von Ronow ab.

## Besitztümer
Bautzen, Chejnow, Leipa, Burg Ronow, Burg Šebín, Svéraz, Burg Vožice, Schattawa, Zittau.

## Geschlecht Ronow von Pribislau
Urahne war Sohn des Heinrich von Zittau Smil von Ronow († 1356), dem auch Primislau gehörte.

## Besitztümer
Burg Osov bei Horschowitz, Bytyšky, Ořechov, Mesiborsch, Burg Ronow, Pribislau, Burg Lettowitz, Borové, Rozenka, Zvol, Brandschau, Burg Mitrov, Borotín, Bohdalov, Pardubitz, Brandschau, Kwassitz, Tschetschowitz.

## Genealogie
Smil Světlík († 1216), Burggraf von Glatz
- Heinrich von Zittau († 1259), Burggraf in Görlitz 1234, verheiratet u. a. mit Sybille von Sizilien († 1262), der Witwe des Přibyslav von Křižanov († 16. Januar 1251)
  - Smil von Lichtenburg († 1269), fl 1243, verheiratet mit Elisabeth von Kunstadt
    - Heinrich (Hynek) († 1296), verheiratet mit Domoslava Bavor von Strakonitz, Tochter des Bavor I. von Strakonitz und Mechtilde. Die Kinder aus der ersten Ehe gründeten das Geschlecht von Lichtenburg.
    - Smil Pykna von Lichtenburg († vor 1297)
    - Remunt auch Raimund Bítovský von Lichtenburg († nach 1329), Hauptmann der Markgrafschaft Mähren. Seine Nachkommen gründeten das Geschlecht Bítovští z Lichtemburka
    - Heinrich von Brod
    - Ulrich (auch Ulman) von Lichtenburg († 1314), seit 1313 Burggraf von Prag, Urahne der Linie von Chotzen
      - Heinrich († etwa 1353)
        - Vaněk († etwa 1357)
          - Johann der Jüngere (nachgewiesen 1365–1379)
          - Ernst (auch Vaněk)

        - Johann Pykna (nachgewiesen 1352–1389)
          - Zikmund Pikna (* etwa 1388–† 1410)

      - Smil

  - Častolov (Čeněk) († 1272), seine Nachkommen führten den Zusatz von Pribislau und Ronow
    - Čeněk von Pribislau (nachgewiesen 1283–1289)
      - Čeňek († 1355)
      - Albert (erwähnt 1314)

    - Hynek von Pribislau († 1329), Ahne des Geschlechts von Pribislau.
      - Der älteste Sohn Hyneks, war Smil († 1356), der bis 1330 den Präfix von Pribislau führte.
        - Hynek († 1366)
        - Smil († 1366)
        - Čeněk (nachgewiesen 1357–1389), gründete 1381 den Altar in Pribislau und die Kapelle in Ronov
          - Sigmund (nachgewiesen von 1391 bis 1399) war etwa seit 1397 Verwalter des Familienvermögens. 1399 soll er das Olmützer Bistum geschädigt haben. Sein Erbe ging an seinen Bruder Snil.
          - Snil (nachgewiesen von 1397 bis 1403), Erbe von Sigmund und Jodok, vermachte einen Teil seines Vermögens der Kirche, die er zeitlebens unterstützte.
            - Smilek († 1437)

          - Jodok (nachgewiesen von 1391 bis 1421), verheiratet mit Elisabeth von Schwamberg
            - Johann (nachgewiesen 1406), ohne Nachkommen
            - Sigmund (nachgewiesen 1406–1426), ohne Nachkommen

          - Čeňek (nachgewiesen von 1405 bis 1421), war Mitglied des Landgerichts in Prag.
          - Hynek, seit 1406 Landrichter von Brünn, war mit Markete von Kunštát verheiratet. 1412 kam es zu Auseinandersetzungen mit Erhart von Kunštát. Hynek wurde gefangen genommen und gegen Lösegeld freigelassen. Seine Hinterlassenschaft erhielt seine Ehefrau.
            - Machna, heiratete Markvart von Lomnitz
            - Elisabeth, heiratete in zweiter Ehe Milota von Tvorkov

        - Zdeniek († vor 1379), wurde 1362 als Fundator der Kirche in Pravnov und 1366 in Pribislau aufgeführt sowie als Schenker an die Klöster in Saar und Pohled
          - Anna, vererbte ihre Rechte an ihren Onkel Čeňek

      - Haimann von Pribislau († vor 1366), überließ einen Teil seiner Besitzungen seinem Bruder Smil.
        - Čeněk vin Mistelholz († vor 1398)
          - Johan Hlaváč († nach 1430), erhielt vom Jost die Markgrafschaft, war Mitglied des Brünner Landgerichts und schloss sich 1421 den Hussiten an. Er war mit Margarethe/Markéta von Holstein verheiratet. 1429 erhielt er Pardubitz, das er kurz darauf wieder veräußerte.
            - Wenzel Sturm († nach 1472), nahm 1433 an der Prager Versammlung teil. Verschuldet, kam er um einen Großteil des väterlichen Vermögens.

          - Hynek (nachgewiesen 1398–1412)
          - Aleš († 1421), nahm 1415 am Konstanzer Konzil teil und führte im Namen des Königs Sigismund Krieg gegen Friedrich IV. von Österreich. Verheiratet mit Anna von Beneschau.
          - Smil (starb früh)
          - Čeňek (starb früh)

      - Heinrich († 1373), auch Henricus de Ossaw war der jüngste Sohn Hyneks. Sein Sohn des gleichen Namens starb im selben Jahr wie sein Vater. Vermutlich hatte er zwei Söhne Smil und Hynek, die sich seit 1392 z Osové nannten.
- Častolov (1211–1253), Burggraf von Zittau
  - Častolov von Klingenstein (nachgewiesen 1250–1278), seine Nachfahren benutzten den Präfix von Klingenstein (tschechisch z Klinštejna)
  - Albrecht von Dauba, Urahne des Adelsgeschlecht Škopek z Dubé
  - Heinrich († 1309), Burggraf von Prag und Vorfahre der Herren von Dauba (tschechisch z Dubé)
  - Agnes von Ronow, heiratete Benesch I. von Wartenberg
    - Puta von Friedland († 1318), Vorfahre der Herren von Adersbach und Dauba (tschechisch Adršpach z Dubé)
    - Hynek Berka († 1348), Vorfahre der Herren Berka von Dauba
      - Heinrich Berka von Dauba († 29. Dezember 1333 in Prag), Bischof von Olmütz

    - Hynáček von Hauska († 1320)

  - Chval von Ronpurk, Vorfahre der Herren von Ronpurk (tschechisch z Ronpurka)
    - Heinrich († nach 1310)
      - Pertold († nach 1347)
      - Čeněk
      - Johann († 1338)
      - Heinrich († 1336)

    - Čeněk

  - Chval (Hynek) von Leipa, (nachgewiesen 1253–1263), Urahne der Herren von Leipa (tschechisch z Lipé)
    - Heinrich Hynek († 26. August 1329 in Brünn), verheiratet mit Agnes von Hardegg
    - Čeněk von Oybin, Vorfahr der Herren von Pirkstein (tschechisch z Pirkštejna)